# محمد اليوسف
محمد اليوسف، لاعب كرة قدم سعودي سابق.

## مسيرة اللاعب
بدأ في الفئات السنية في نادي الفتح و أعير في فترة بسيطة إلى نادي السيلية القطري و كانت أبرز محطاته توقيعه ل نادي النصر في صيف عام 2004 و لعب معهم لمدة موسم و لعب بعدها مع نادي الحزم ونادي النجمة ونادي سدوس ونادي عرعر ونادي الساحل.